# Суперсерия 1985/1986
Суперсерия 1985/1986 — турне советских хоккейных команд ЦСКА и «Динамо» (Москва) по Северной Америке

## ЦСКА Москва — клубы НХЛ
| 26 декабря 1985 | \| Лос-Анджелес Кингз \| 2:5 (0:1, 1:0, 1:4) \| ЦСКА \| \| 29:22 1:1 Дионн (Тэйлор) 56:54 2:4 Дионн (Тэйлор) \| Голы \| 19:21 0:1 Фетисов (Крутов, Тюменев) 41:13 1:2 Касатонов (Герасимов) 45:14 1:3 Дроздецкий (Шепелев) 48:07 1:4 Герасимов (Быков, Крутов) 59:54 2:5 Крутов (Тюменев, п.в.) \| | Лос-Анджелес, Форум Зрителей: 16 000 Судья: Н. Морозов (СССР), Кристинсон (НХЛ), Бозак (НХЛ)                                                                            |
| Составы: Лос-Анджелес Кингз (8 шт.м.): Янасек (№ 1); Рик Лапойнт (№ 28) — Д.Кеннеди (№ 6), Уэллс (№ 24) — Редмонд (№ 2), Харди (№ 25) — Туэр (2) (№ 26); Дионн (№ 16) — Паттерсон (№ 27) — Дэйв Тэйлор-к (№ 18), Келли (№ 17) — Д. Смит (2) (№ 23) — Сайкс (2) (№ 7), Хэкборн (№ 14) — Лукович (№ 10)- Эриксон (2) (№ 15), Хоканссон (№ 21) — Уилкс (№ 8) — Уильямс (№ 22), Фэйр (№ 11). Запасной вратарь: Эллиот (№ 35). Тренер: Пэт Куинн. ЦСКА (2): Мыльников (№ 30); Фетисов-к (№ 2) — Касатонов (№ 6), Гусаров (2) (№ 5) — Стельнов (№ 21), Стариков (№ 3) — Бабинов (№ 4), Макаров (№ 24) — Тюменев (№ 28) — Крутов (№ 9), Хомутов (№ 15) — Быков (№ 19) — Герасимов (№ 12), Дроздецкий (№ 13) — Шепелев (№ 27) — Зыбин (№ 25), Веселов (№ 11) — Р. Гимаев (№ 10) — М. Васильев (№ 23), И. Гимаев (№ 18). Запасной вратарь: Тыжных (№ 1). Примечание: Броски по воротам: 4+7+9=20 — 16+11+12=39 | | |
| Лос-Анджелес Кингз | 2:5 (0:1, 1:0, 1:4) | ЦСКА |
| 29:22 1:1 Дионн (Тэйлор) 56:54 2:4 Дионн (Тэйлор) | Голы | 19:21 0:1 Фетисов (Крутов, Тюменев) 41:13 1:2 Касатонов (Герасимов) 45:14 1:3 Дроздецкий (Шепелев) 48:07 1:4 Герасимов (Быков, Крутов) 59:54 2:5 Крутов (Тюменев, п.в.) |

- 27.12.1985, Эдмонтон, «Эдмонтон Ойлерз» — ЦСКА 3:6
Голы: Зыбин, Быков (2), Крутов (2), Веселов
- 29.12.1985, Квебек-сити, «Квебек Нордикс» — ЦСКА 5:1
Голы: Макаров
- 31.12.1985, Монреаль, «Монреаль Канадиенс» — ЦСКА 1:6
Голы: Макаров (3), Веселов, И.Гимаев, Быков
- 02.01.1986, Сент-Луис, «Сент-Луис Блюз» — ЦСКА 2:4
Голы: Шепелев, Бабинов, Дроздецкий, Зыбин
- 04.01.1986, Блумингтон (Миннесота), «Миннесота Норт Старз» — ЦСКА 3:4
Голы: Макаров, Гусаров, Фетисов (2)

ЦСКА Москва:
6 матчей — С. Мыльников (16п, 0), В. Крутов (3+6, 0), С. Макаров (5+1, 0), В. Фетисов (3+3, 6), А. Герасимов (1+4, 0), В. Быков (3+1, 0), Н. Дроздецкий (2+2, 6), И. Гимаев (1+3, 2), А. Касатонов (1+3, 4), А. Гусаров (1+3, 0), А. Веселов (2+1, 0), С. Шепелев (1+2, 4), А. 3ыбин (2+0, 0), С. Бабинов (1+1, 4), А. Хомутов (0+2, 0), М. Васильев (0+1, 2), И. Стельнов (0+0, 8), С. Стариков (0+0, 0);
5 матчей — В. Тюменев (0+5, 2);
3 матча — Р. Гимаев (0+1, 2).
За ЦСКА выступали: С. Мыльников («Трактор»), С. Шепелев, В. Тюменев (оба — «Спартак» М).

## «Динамо» Москва — клубы НХЛ
- 29.12.1985, Калгари, «Калгари Флеймз» — «Динамо» (Москва) 4:3
Голы: Яшин (2), Светлов
- 04.01.1986, Питтсбург, «Питтсбург Пингвинз» — «Динамо» (Москва) 3:3
Голы: Яшин, Антипов, Варнаков
- 06.01.1986, Бостон, «Бостон Брюинз» — «Динамо» (Москва) 4:6
Голы: Шкурдюк, Яшин, Варнаков, Светлов (2), Леонов
- 08.01.1986, Буффало, «Баффало Сэйбрз» — «Динамо» (Москва) 4:7
Голы: Варянов (2), Варнаков (2), Яшин, Светлов, Первухин

«Динамо» Москва:
4 матча — В. Мышкин (15п, 0), С. Яшин (5+7, 6), С. Светлов (4+5, 0), М. Варнаков (3+5, 0), В. Первухин (1+3, 0), 3. Билялетдинов (0+4, 0), Н. Варянов (3+0, 0), Ю. Леонов (1+1, 0), А. Антипов (1+1, 0), В. Шкурдюк (0+1, 2), В. Зубрильчев (0+1, 0), М. Фахрутдинов (0+1, 0), Е. Попихин (0+0, 4), Н. Борщевский (0+0, 0), В. Шашов (0+0, 0), Ю. Вожаков (0+0, 0), В. Глушенков (0+0, 0);
3 матча — А. Пятанов (0+1, 4);
2 матча — О. Микульчик (0+0, 2), А. Попугаев (0+0, 0).
За «Динамо» выступал М. Варнаков («Торпедо», Горький).